# 양산 통도사 청동여래입상
양산 통도사 청동여래입상(梁山 通度寺 靑銅如來立像)은 대한민국 경상남도 양산시 하북면 통도사에 있는 청동여래입상이다. 
1979년 5월 2일 경상남도의 유형문화재 제106호 청동여래입상으로 지정되었다가, 2018년 12월 20일 현재의 명칭으로 변경되었다.

## 개요
전체 높이 15.5cm의 작은 크기로 가지고 다닐 수 있게 만든 호신불(護身佛)이다. 아래로 향한 연꽃이 새겨진 대좌(臺座) 위에 서 있는 불상으로 아랫부분에는 금색이 많이 남아 있다.
정수리 부근에 있는 상투 모양의 머리묶음이 매우 크게 표현되어 있는 것이 특징이다. 얼굴은 갸름하고 여성스러울 정도로 인자하게 느껴지며, 입가에는 엷은 미소를 띠고 있다.
옷은 양 어깨에 걸치고 있으며, 가슴 아래에는 늘어진 U자형의 주름이 표현되어 있다. 옷자락은 양 팔에 걸쳐 길게 늘어뜨리고 있으며, 양 다리에는 타원형의 옷주름을 표현하였다. 오른손은 가슴부분까지 들어 손바닥을 보이며 손끝이 위를 향해 있고, 왼손은 허리부분에서 들어 역시 손바닥을 보이고 손끝은 땅을 향하고 있다. 
옷주름을 포함한 세부 표현 기법에는 통일신라시대 호신불의 특징을 보이고 있지만 전해오는 말에 의하면 월씨국(月氏國)에서 전래되었다고 한다.

## 참고 자료
- 양산 통도사 청동여래입상 - 국가유산청 국가유산포털

1. ↑  경상남도 고시 제2018-485호,《경상남도 지정문화재(문화재자료) 명칭변경 고시》, 경상남도지사, 2018-12-20